# José Jiménez Lozano
José Jiménez Lozano (13. května 1930 Langa, Ávila – 9. března 2020 Valladolid) byl španělský spisovatel a novinář spjatý se Starou Kastilií.

## Život
Vyrůstal v Arévalu, posléze studoval právo, filozofii a literaturu na univerzitách ve Valladolidu a Salamance. Dlouhá léta pracoval v novinách El Norte de Castilla, kam vstoupil za vedení Miguela Delibese v roce 1958; v 90. letech byl načas šéfredaktorem. V roce 2002 obdržel za své velmi rozsáhlé dílo (čítající romány, novely, eseje, deníky i poesii) Cervantesovu cenu. Jiménez Lozano často čerpá látku z dějin Kastilie a Španělska a někdejšího soužití křesťanů, muslimů a židů.

## Dílo

### Eseje
- Nosotros los judíos (1961)
- Un cristiano en rebeldía (1963)
- Meditación sobre la libertad religiosa (1966)
- La ronquera de Fray Luis de León y otras inquisiciones (1973)
- Retratos y soledades (1977)
- Los cementerios civiles y la heterodoxia española (1979)
- Monasterios de Valladolid (1980)
- Sobre judíos, moriscos y conversos (1982)
- Guía espiritual de Castilla (1984)
- Juan XXIII (1985)
- Ávila (1988)
- Los ojos del icono (1988). Česky: Oči ikony, 2006. Překlad: Anna Tkáčová
- La Lugareja (1991)
- Pecado, poder y sociedad en la historia (1992)
- Ni venta ni alquilaje (1992)
- Castilla y León inolvidable (1994)
- Fray Luis de León (2001)
- El narrador y sus historias (2003)
- Contra el olvido (2003)

### Romány a novely
- Historia de un otoño (1971). Česky: Historie jednoho podzimu, 1977. Překlad: Josef Forbelský
- El Sambenito (1972)
- La salamandra (1973)
- Duelo en la Casa Grande (1982)
- Parábolas y circunloquios de Rabí Isaac Ben Yehuda, 1325-1402 (1985). Česky: Podobenství a nápověda Rabiho Izáka ben Jehudy, 2001. Překlad: Jiří Kasl (recenze)
- Los ojos del icono (1988)
- Sara de Ur (1989)
- Estampas y memorias (1990)
- El mudejarillo (1992). Česky: Jan od Kříže, 2002. Překlad: Jana Novotná
- Relación topográfica (1993)
- La boda de Ángela (1993)
- Teorema de Pitágoras (1995)
- Las sandalias de plata (1996)
- Los compañeros (1997)
- Ronda de noche (1998)
- Las señoras (1999)
- Maestro Huidobro (1999)
- Un hombre en la raya (2000)
- Los lobeznos (2000)
- El viaje de Jonás (2002)
- Carta de Tesa (2004)
- Las gallinas del licenciado (2005)
- Libro de visitantes (2007)
- Agua de noria (2008)

### Povídky
- El santo de mayo (1976)
- El grano de maíz rojo (1988).
- Los grandes relatos (1992)
- Objetos perdidos (1993)
- El cogedor de acianos (1993)
- Un dedo en los labios (1996)
- El balneario (1998)
- Antología de cuentos (2004)
- El ajuar de mamá (2006). Česky: Věno po mé matce, 2009. Překlad: Jana Novotná
- La piel de los tomates (2007)
- El azul sobrante (2009)
- Un pintor de Alejandría (2010)

### Deníky
- Los tres cuadernos rojos (1985)
- Segundo abecedario (1992)
- Unas cuantas confidencias (1993)
- La luz de una candela (1996)
- Una estancia holandesa (1998)
- Los cuadernos de letra pequeña (2003)
- Advenimientos (2006)
- Los cuadernos de Rembrandt (2010)

### Poesie
- Tantas devastaciones (1992)
- Un fulgor tan breve (1995)
- El tiempo de Eurídice (1996)
- Pájaros (2000)
- Elegías menores (2002)
- Elogios y celebraciones (2005)
- Enorme luna (2005)